# Owlpen Manor
Owlpen Manor est un manoir Tudor classé Grade I de la famille Mander, située dans le village de Owlpen dans le district de Stroud dans le Gloucestershire, en Angleterre. Il y a un domaine associé situé dans une vallée dans la région des Cotswolds. Le manoir est à environ un mile à l'est d'Uley et à trois miles à l'est de Dursley.

## Histoire
Le manoir est d'origine médiévale, incorporant un tissu daté par dendrochronologie vers 1270. Il est en grande partie reconstruit à l'époque des Tudor par la famille Daunt entre 1464 et 1616. Depuis lors, il n'a pas connu de développement significatif, à l'exception de quelques améliorations au début du XVIIIe siècle, lorsque l'aile est de la maison, ainsi que les jardins, l'église et le moulin à grains, sont réaménagés par Thomas Daunt IV entre 1719 et 1726 .

## Période médiévale
Owlpen (prononcé localement « Ole-pen ») tire son nom, pense-t-on, du Saxon thegn, Olla, qui a d'abord établi son enclos, ou enclos, par les sources qui s'élèvent sous les fondations du manoir, vers le IXe siècle.
Il existe des archives de la famille de Olepenne (qui s'est peut-être nommée d'après le lieu) installée à Owlpen en 1174. Ils sont propriétaires terriens locaux, bienfaiteurs d'abbayes et d'hôpitaux, et hommes de main de leurs seigneurs féodaux, les Berkeley du château de Berkeley, dont ils attestent régulièrement les testaments et les chartes en tant que témoins. Ils détiennent Owlpen des Berkeleys comme sous-manoir à la moitié d'une redevance de chevalier et pour un loyer de 5 s. payé au manoir Wotton.

## Période Tudor
En 1464, la lignée masculine s'éteint après douze générations d'Olpennes et le manoir et les terres passèrent à la famille Daunt lors du mariage de Margery de Olepenne avec John Daunt de Wotton-under-Edge. Les Daunts sont des drapiers installés à Wotton-under-Edge depuis le XIVe siècle. Ils ont ensuite acquis des terres comme planteurs à Munster, en Irlande, où, en 1595, ils ont leurs principaux domaines au château de Gortigrenane, près de Carrigaline, et à l'abbaye de Tracton, près de Kinsale, tous deux dans le comté de Cork. Les Daunt modifient le manoir médiéval en insérant le plafond de la grande salle (daté de 1523) et en reconstruisant le parloir/bloc solaire dans l'aile ouest (1616). Cela fait suite à une célèbre affaire judiciaire entre les Daunt et John Bridgeman, qui revendique la possession du droit de sa femme, Frances Daunt, à la suite de la mort de son frère Giles en 1596. Il se retrouve mêlé à un différend avec son oncle Thomas Daunt au sujet du manoir d'Owlpen, mais perd l'affaire lorsqu'il est accusé d'avoir falsifié des actes devant Sir Edward Coke, juge en chef. Le manoir reste dans la famille Daunt jusqu'à ce que la lignée masculine s'éteigne à la mort de Thomas Daunt VI en 1803.

## XIXesiècle
Au XIXe siècle, la fortune du manoir pâtit après la famille Stoughton, propriétaires terriens anglo-irlandais du comté de Kerry, qui héritent par mariage en 1815. Ils construisent un nouveau manoir vers 1848, appelé Owlpen House, à un mile à l'est de la maison d'origine, selon les conceptions à l'italienne de Samuel Sanders Teulon. Il est démoli en 1955-1956, bien qu'il reste des dépendances, notamment l'Usine à gaz, des pavillons et des écuries. L'église Sainte-Croix derrière le manoir, d'origine médiévale, est reconstruite en deux phases en 1828 et 1874.

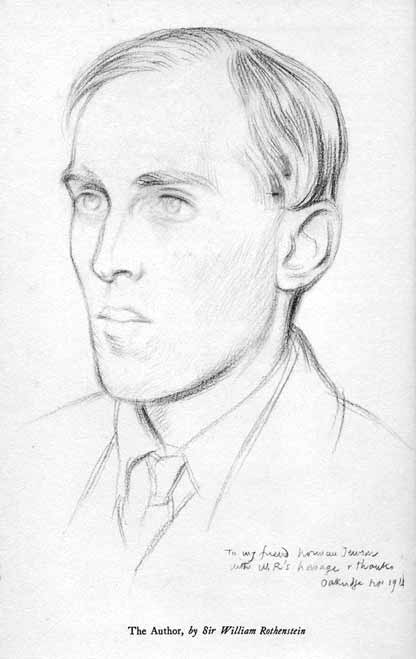
Norman Jewson, dessin au crayon, 1911, par Sir William Rothenstein. Collection du manoir Owlpen.

## XXesiècle
Vers la fin du XIXe siècle, le vieux manoir devient une icône du mouvement des Arts et Métiers,. Il est décrit par des écrivains contemporains tels que Henry Avray Tipping (en) Christopher Hussey (en) et le poète Algernon Swinburne comme un « paradis incomparable », situé dans sa vallée reculée comme une Belle au bois dormant inhabitée depuis près de cent ans, une ruine pittoresque, beaucoup pourri et envahi par le lierre, et éclipsé par d'énormes ifs. Après la Première Guerre mondiale, on s'inquiète pour sa survie et la Society for the Protection of Ancient Buildings recommande qu'il soit confié au National Trust, qui n'a cependant pas de fonds disponibles pour sa réparation ,.
Enfin, en 1924-1925, le domaine Owlpen est vendu pour la première fois depuis près de mille ans. L'avenir du manoir est assuré lorsqu'il est acquis et réparé par Norman Jewson, un architecte du mouvement Arts and Crafts des Cotswolds qui a travaillé avec Ernest Gimson et les frères Sidney et Ernest Barnsley (qui est son beau-père) à Sapperton. En 1930, son ami, l'artiste FL Griggs, dédie sa gravure d'Owlpen Manor à Jewson, qui a « sauvé cette ancienne maison de la ruine ». Juifson documente son travail de réparation dans ses mémoires classiques, By Chance I did Rove (1951, deux fois réimprimé).
Owlpen Manor est désigné par Historic England comme un bâtiment classé grade I le 23 juin 1952.

## Aujourd'hui
Owlpen Manor est la maison du Gloucestershire de Sir Nicholas et Lady (Karin) Mander, et de leur famille. Depuis 1974, ils réparent le manoir et les dépendances, ainsi que les chaumières et le domaine. Ils ont recréé les jardins formels Stuart et introduit les collections familiales et associées d'art et d'artisanat des Cotswolds.
Le manoir contient une série de rares tentures murales en tissu peint datées d'environ 1700, illustrant la vie de Joseph ainsi que plusieurs éléments remarquables, notamment des peintures murales Tudor, des lambris et des plâtres.
Le père de Nicholas Mander, le troisième baronnet Mander de The Mount, est décédé en 2006. La famille Mander donne Wightwick Manor au National Trust en 1937.
Le manoir et les jardins sont ouverts au public depuis 1966.

## Jardins
Les jardins en terrasses formels avec topiaire d'if sont classés par Historic England Grade II. Sir Geoffrey Jellicoe (en), l'historien du paysage, déclare qu'ils représentent l'un des premiers jardins domestiques cultivés en continu en Angleterre, aménagé dans des murs de pierre de la fin du Moyen Âge. Ils ont probablement été réorganisés dans leur forme actuelle avec leurs terrasses suspendues, définissant le salon des topiaires et des ifs au début de l'époque des Stuart, vers 1620. Ils sont admirés comme une survivance romantique au XXe siècle par de nombreux écrivains de jardin distingués, dont Gertrude Jekyll, qui publie des dessins, des plans et des photographies en 1914, et Vita Sackville-West. Ils sont restaurés et agrandis avec des parterres de buis, de vastes plantations d'arbres et une promenade autour de l'étang du moulin géorgien et du lac aux poires, depuis 1980.

## Domaine Owlpen
Le domaine Owlpen, géré depuis de nombreuses années selon des principes biologiques et durables, se compose de pâturages permanents riches en espèces et de prairies bordées d'une ancienne forêt entourant Owlpen Manor, ainsi que de bâtiments de ferme et de cottages traditionnels.
Neuf cottages historiques sur le domaine, dont un moulin à farine (1728), un palais de justice (1620), une grange aux dîmes (1446) et des cottages de tisserands, sont disponibles pour l'hébergement de vacances depuis les années 1970.
Il y a un restaurant dans la maison du cidre de la fin du Moyen Âge, daté de 1446, qui a été agrandi à l'aide de techniques de construction de poteaux comme lieu de mariage et d'événements en 2020.

## Médias
Owlpen Manor est l'inspiration et le titre d'un certain nombre de poèmes du XXe siècle, dont des vers de UA Fanthorpe, John Burnside et Reginald Arkell. La maison est réputée avoir inspiré des scènes de romans de John Buchan et Wolfgang Hildesheimer, et plus récemment dans les fictions romantiques de Kate Riordan, The Girl in Photograph (Penguin Books, 2015), et Dinah Jefferies, The Tea Planter's Wife. (Penguin Books, 2015).
Ces dernières années, Owlpen Manor est utilisé comme lieu de tournage pour un certain nombre de longs métrages télévisés, de jeux télévisés et de documentaires comme Most Haunted (Série 4, 2004 ); The Fly and the Eagle (un drame de la BBC sur la romance du poète lauréat de Bristol Robert Southey et Caroline Anne Bowles); The Trouble with Home (un documentaire sur les Manders à Owlpen réalisé pour HTV West); Ce que les Tudor ont fait pour nous ; Fichier pays ; L'Autre Fille Boleyn ; Défi Aquarelle ; ainsi que des programmes d'antiquités, de cuisine, de jardinage, de voyage et d'art.
Owlpen Manor est Bramscote Court dans l'adaptation de la BBC de Tess d'Urberville (2008), avec Gemma Arterton et Eddie Redmayne et (brièvement) dans Becoming Jane, sur la vie de la romancière Jane Austen. En 2017, le manoir et le domaine sont utilisés comme l'un des principaux lieux de tournage du film Drama historique Phantom Thread avec Daniel Day-Lewis et réalisé par Paul Thomas Anderson.